# Israel en los Juegos Olímpicos de Río de Janeiro 2016
La participación de Israel en los Juegos Olímpicos de Río de Janeiro 2016 fue la 16.ª en el historial de los Juegos Olímpicos de Verano, organizados por el Comité Olímpico Internacional. La representación del Comité Olímpico de Israel, estuvo integrada por un total de 47 atletas, 22 hombres y 25 mujeres, para competir en 17 deportes en 52 diferentes eventos. El tamaño de la delegación israelí superó el récord anterior de 43 atletas, establecido en Beijing 2008, siendo así la mayor delegación israelí a los Juegos Olímpicos hasta entonces, récord que fue superado luego por la delegación de 90 atletas a Tokio 2020. Entre los deportes representados por sus atletas, Israel marcó su debut olímpico en golf (nuevo en los juegos de 2016), ciclismo de montaña y triatlón, así como su regreso al ciclismo en ruta, taekwondo, Halterofilia y lucha después de largos años de ausencia. 
La delegación israelí contó con el retorno de 14 atletas olímpicos. La nadadora sincronizada Anastasia Gloushkov participó por cuarta vez consecutiva en los juegos olímpicos, mientras que otros cuatro atletas participaron en sus terceros juegos seguidos, a saber, el windsurfista y medallista de bronce en 2008 Shahar Tzuberi, el nadador estilo mariposa y estilo libre Gal Nevo,  el gimnasta artístico Alexander Shatilov y la gimnasta rítmica Neta Rivkin, quien fue elegida como portadora de la bandera de la nación. En la ceremonia de apertura, la primera de una mujer desde 1996 y la cuarta en la historia olímpica de Israel.
Israel regresó a casa desde Río de Janeiro con dos medallas de bronce, ganadas por los judocas Yarden Gerbi (-63 kg femenino) y Or Sasson (+100 kg masculino), una mejora de la hazaña fuera de medalla de la nación en Londres 2012. Varios atletas israelíes avanzaron a la final de sus respectivos eventos deportivos quedando muy cerca del podio, incluida el equipo de gimnasia rítmica femenina (liderada por Alona Koshevatskiy), la triple saltadora Hanna Knyazyeva-Minenko y la windsurfista Maayan Davidovich en el RS-X femenino. Neta Rivkin y Alona Koshevatskiy fueron las abanderadas en las ceremonias de apertura y de clausura respectivamente.

## Homenajes
El 3 de agosto, dos días antes del inicio de los Juegos, el Comité Olímpico Internacional honró por primera vez y oficialmente a los once miembros del equipo olímpico israelí que fueron tomados de rehenes y asesinados por un comando del grupo terrorista palestino Septiembre Negro. en la Masacre de Múnich durante los Juegos Olímpicos de Múnich 1972.

## Medallistas

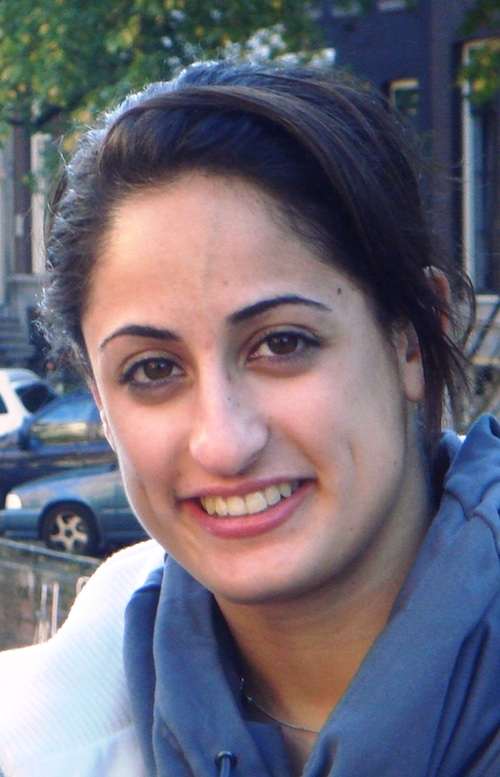
Yarden Gerbi, medallista de bronce olímpica

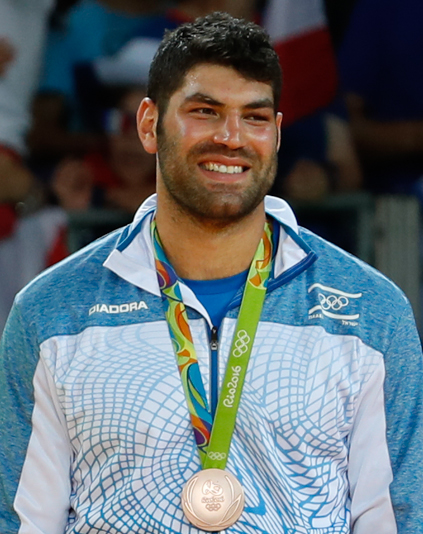
Or Sasson tras la conquista de la medalla de bronce olímpica

| Medalla           | Nombre       | Deporte | Evento            | Fecha        |
| ----------------- | ------------ | ------- | ----------------- | ------------ |
| Medalla de bronce | Yarden Gerbi | Judo    | -63 kg femenino   | 9 de agosto  |
| Medalla de bronce | Or Sasson    | Judo    | +100 kg masculino | 12 de agosto |

## Participantes por deporte
De los 28 deportes que el COI reconoce en los Juegos Olímpicos de Verano, la delegación israelí estuvo compuesta por 47 atletas que compitieron en 17 deportes.
| Deporte           | Hombres | Mujeres | Total |
| ----------------- | ------- | ------- | ----- |
| Atletismo         | 5       | 3       | 8     |
| Bádminton         | 1       |         | 1     |
| Ciclismo          | 1       | 1       | 2     |
| Gimnasia          | 1       | 6       | 7     |
| Golf              |         | 1       | 1     |
| Judo              | 3       | 4       | 7     |
| Vela              | 3       | 3       | 6     |
| Tiro              | 1       |         | 1     |
| Natación          | 3       | 4       | 7     |
| Nado sincronizado |         | 2       | 2     |
| Taekwondo         | 1       |         | 1     |
| Tenis             | 1       |         | 1     |
| Triatlón          | 1       |         | 1     |
| Halterofilia      | 1       |         | 1     |
| Lucha             |         | 1       | 1     |
| Total             | 22      | 25      | 47    |

## Atletismo

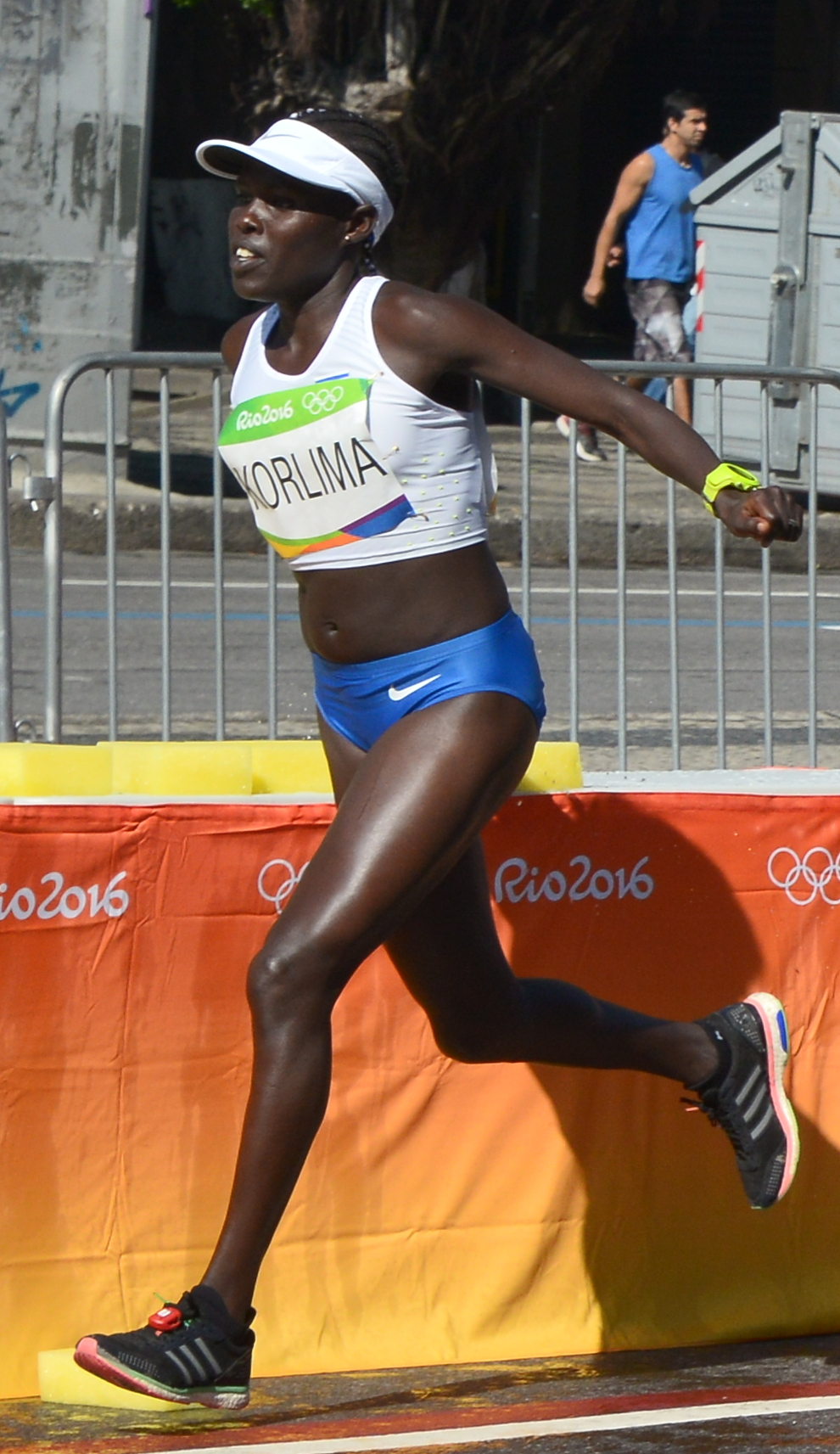
Lonah Chemtai en la maratón de los Juegos Olímpicos de 2016

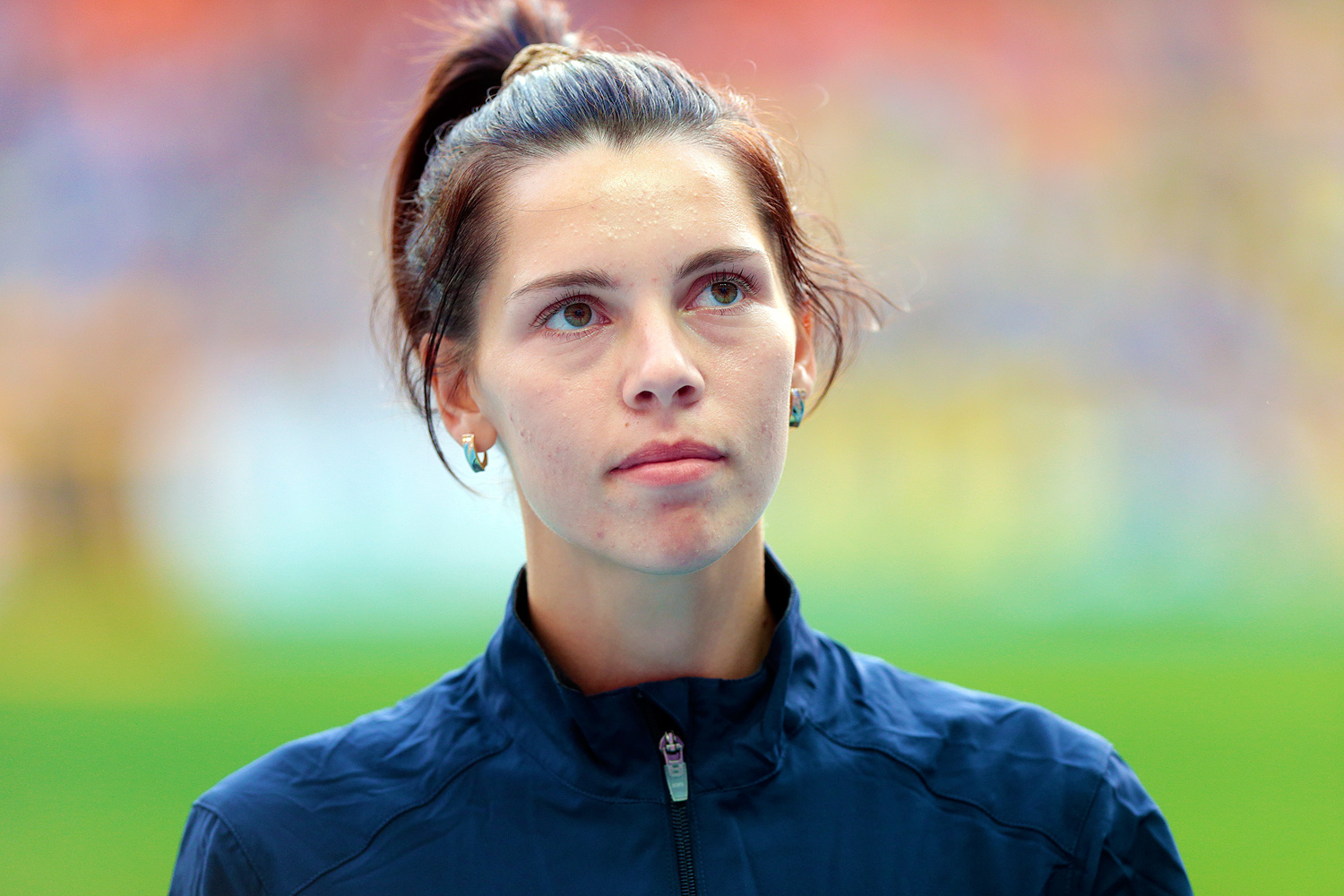
Hanna Knyazyeva-Minenko en el Campeonato Mundial de Atletismo de 2013

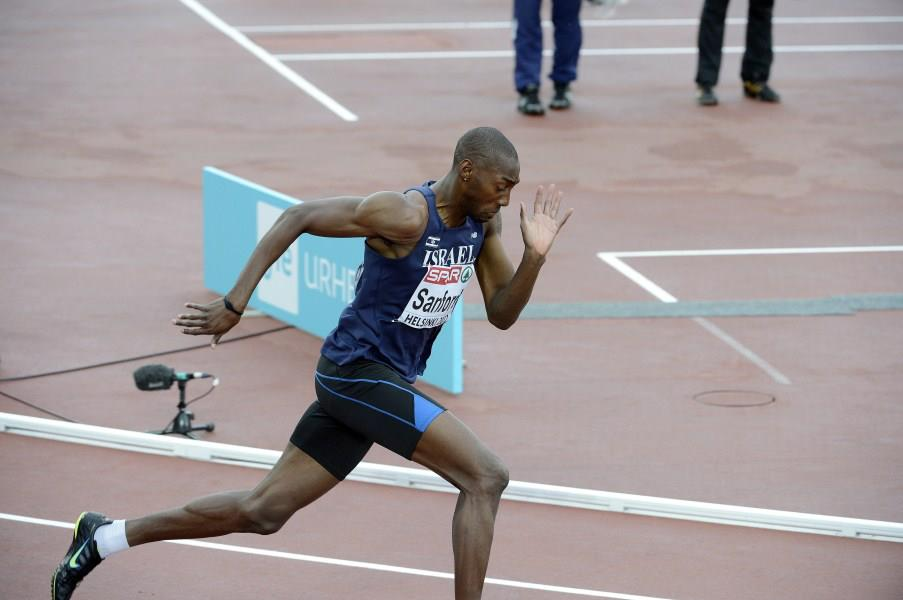
Donald Sanford termina cuarto en la
carrera de 400 metros en el Campeonato Europeo de Atletismo 2012.

Donald Sanford se clasificó para los 400 metros masculinos al obtener un tiempo de calificación de menos de 45.40 segundos. Sanford terminó en su serie con un tiempo de 46.06 segundos, pero no calificó para las semifinales debido a que llegó en quinto lugar.
Israel tuvo cinco corredores de maratón, tres hombres y dos mujeres. Todos calificaron a través del estándar de entrada de 2:19:00 y 2:45:00 para hombres y mujeres respectivamente. Lonah Chemtai no finalizó la maratón. La mejor posición fue para Marhu Teferi, que finalizó en el puesto 74.
Tanto Dmitry Kroyter, en salto de altura, y Hanna Knyazyeva-Minenko, en triple salto, compitieron en eventos de campo. Kroyter no se desempeñó lo suficientemente bien como para avanzar a la ronda final; saltando la altura de 2,17 metros en su segundo intento, pero no pudo sobrepasar la altura de 2,22 metros en sus tres intentos, terminando 41.º en la clasificación general.
Hanna Knyazyeva-Minenko falló en sus primeros dos saltos, y su tercer intento fue lo suficientemente largo como para clasificarse octava en la serie con una distancia de 14.2 metros. La ronda final se dividió en dos series de tres saltos, con los ocho primeros de la primera serie avanzando al segundo turno. La distancia más larga de los seis saltos es la distancia que se considera para la clasificación. Hanna Knyazyeva-Minenko obtuvo el séptimo lugar en el primer turno, con su salto más largo de 14.39 metros. Hanna logró su mejor salto  de la temporada en el segunda serie de saltos con una longitud de 14,68 metros, finalizando en quinto lugar en la clasificación general.
Hombres
Eventos en pista y ruta
| Atleta         | Evento                | Serie     | Serie  | Semifinal | Semifinal | Final     | Final     |
| Atleta         | Evento                | Resultado | Puesto | Resultado | Puesto    | Resultado | Puesto    |
| -------------- | --------------------- | --------- | ------ | --------- | --------- | --------- | --------- |
| Donald Sanford | 400 metros masculinos | 46.06     | 5      | No avanzó | No avanzó | No avanzó | No avanzó |
| Ageze Guadie   | Maratón masculino     |           |        |           |           | 2:30:45   | 122       |
| Tesama Moogas  | Maratón masculino     |           |        |           |           | 2:30:30   | 121       |
| Marhu Teferi   | Maratón masculino     |           |        |           |           | 2:21:06   | 74        |

Eventos en campo
| Atleta         | Evento          | Clasificación | Clasificación | Final     | Final     |
| Atleta         | Evento          | Distancia     | Puesto        | Distancia | Puesto    |
| -------------- | --------------- | ------------- | ------------- | --------- | --------- |
| Dmitry Kroyter | Salto en altura | 2.17          | 41            | No avanzó | No avanzó |

Mujeres
Eventos en pista y ruta
| Atleta        | Evento           | Final     | Final  |
| Atleta        | Evento           | Resultado | Puesto |
| ------------- | ---------------- | --------- | ------ |
| Lonah Chemtai | Maratón femenino | DNF       | DNF    |
| Maor Tiyouri  | Maratón femenino | 2:47:27   | 90     |

Eventos en campo
| Atleta                  | Evento       | Clasificación | Clasificación | Final     | Final  |
| Atleta                  | Evento       | Distancia     | Puesto        | Distancia | Puesto |
| ----------------------- | ------------ | ------------- | ------------- | --------- | ------ |
| Hanna Knyazyeva-Minenko | triple salto | 14.20         | 8 q           | 14.68     | 5      |

## Bádminton

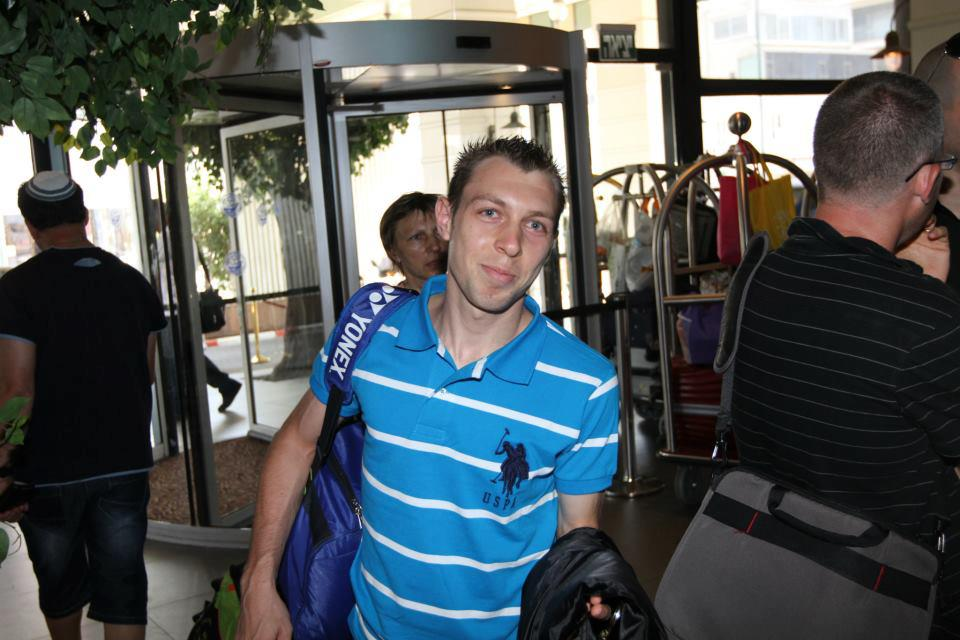
Misha Zilberman, representante israelí en bádminton

Israel clasificó a un competidor de bádminton para los individuales masculinos en el torneo olímpico. Misha Zilberman, quien debutó en los Juegos Olímpicos de Londres 2012 como el primer atleta olímpico de bádminton de Israel, accedió a su lugar olímpico como uno de los 34 mejores jugadores individuales en el ranking mundial del BWF al 5 de mayo de 2016. Según Zilberman, su ambición es "ganar una medalla en el Campeonato Europeo o Mundial o en los Juegos Olímpicos."  Cuando se trata de su régimen de entrenamiento olímpico, dijo que "entrenar con mis padres es difícil porque en la cancha, siempre están tratando de llevarme al límite". La victoria de Zilberman fue la primera victoria del bádminton de Israel en los Juegos Olímpicos. Perdió ante Chou Tien-chen, y la victoria de Chou sobre Yuhan Tan eliminó a Zilberman de la competencia.
| Atleta          | Evento               | Grupo                                | Grupo                            | Grupo  | Clasificación      | Cuartos de final   | Semifinal          | Final / MB         | Final / MB |
| Atleta          | Evento               | Oponente Resultado                   | Oponente Resultado               | Puesto | Oponente Resultado | Oponente Resultado | Oponente Resultado | Oponente Resultado | Puesto     |
| --------------- | -------------------- | ------------------------------------ | -------------------------------- | ------ | ------------------ | ------------------ | ------------------ | ------------------ | ---------- |
| Misha Zilberman | Individual masculino | Chou Tien-chen (TPE) P (9–21, 11–21) | Yuhan Tan (BEL) G (22–20, 21–12) | 2      | No avanzó          | No avanzó          | No avanzó          | No avanzó          | No avanzó  |

## Ciclismo

### Ciclismo en ruta

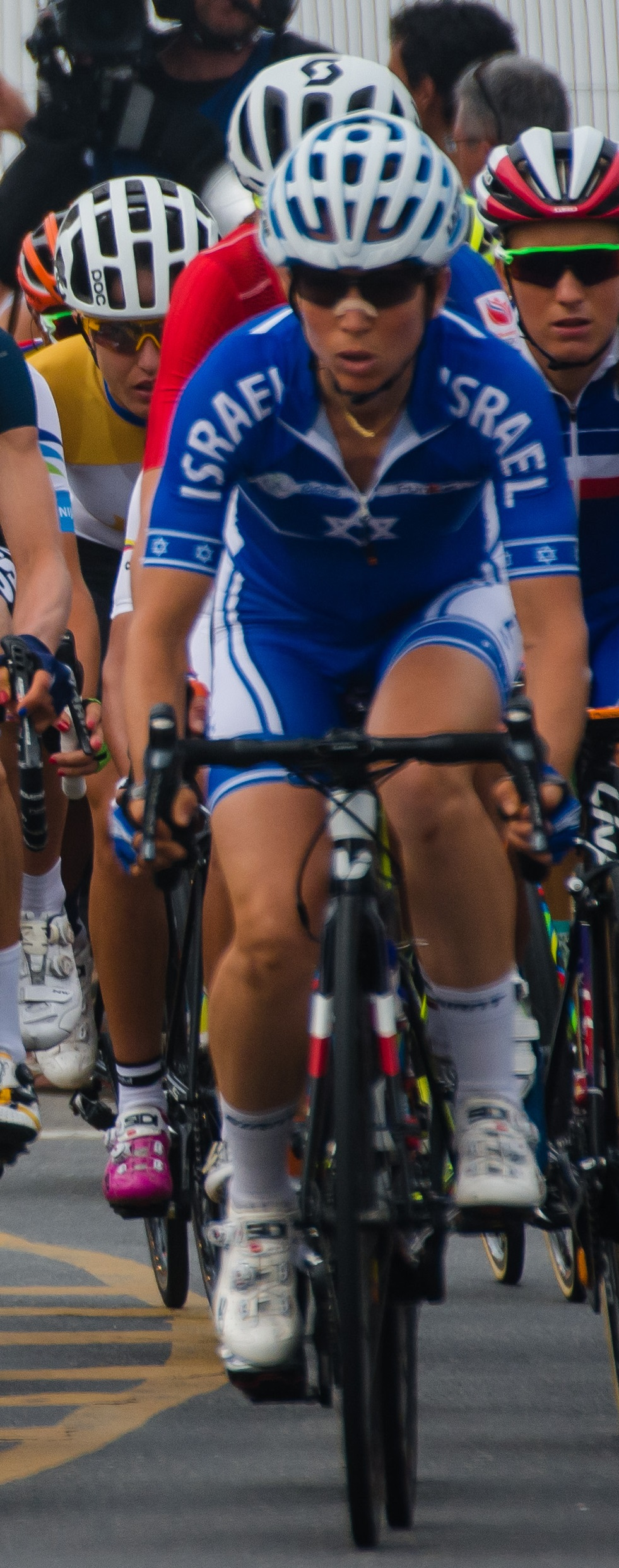
Shani Bloch en la Carrera de ruta femenina olímpica de 2016

Shani Bloch representó a Israel para la prueba de ciclismo en ruta femenina, en virtud de estar ubicada entre los primeros 22 del ranking mundial de 2016 de la Unión Ciclista Internacional (UCI), lo que significó el regreso olímpico de la nación a este deporte por primera vez desde 1960. Bloch se retiró en 2004 para formar una familia, pero regresó de su retiro en 2014, entrenando con sus compañeros de equipo israelíes para calificar para el evento olímpico de Río de Janeiro. Shani participó en sus primeros Juegos Olímpicos a la edad de 37 años, convirtiéndola en el miembro de mayor edad de los 47 atletas de la delegación israelí. Al terminar la carrera Bloch dijo: "Estoy tan feliz de haber logrado terminar la carrera. Esto me da una increíble sensación de satisfacción. Estoy muy orgulloso para representar a Israel. Doy gracias a Dios por esta oportunidad." Bloch ocupaba el puesto 88.º en el mundo en el momento de la calificación, habiendo terminado la carrera en el lugar 48.º con un tiempo de 4:02:59.
| Atleta      | Evento                   | Tiempo  | Puesto |
| ----------- | ------------------------ | ------- | ------ |
| Shani Bloch | Carrera de ruta femenina | 4:02:59 | 48     |

### Ciclismo de montaña

#### Cross country
Shlomi Haimy se clasificó para representar a Israel para la prueba olímpica de Cross country masculino, como resultado del vigésimo segundo lugar en la clasificación olímpica de la Unión Ciclista Internacional (UCI) del 25 de mayo de 2016. Esta fue la primera vez que un israelí compitió en los Juegos Olímpicos de ciclismo de montaña. Haimy comenzó bien la carrera, ocupando el cuarto lugar después del primer kilómetro. Al promediar la carrera, encontrándose en el puesto 13º, se pinchó el neumático de su bicicleta, lo que le hizo caer al puesto 44º. Continuó la carrera y remontó hasta el puesto 29º con un tiempo de 1:43:30, un poco más de 10 minutos detrás del ganador.
| Atleta       | Evento                  | Tiempo  | Puesto |
| ------------ | ----------------------- | ------- | ------ |
| Shlomi Haimy | Cross country masculino | 1:43:30 | 29     |

## Golf

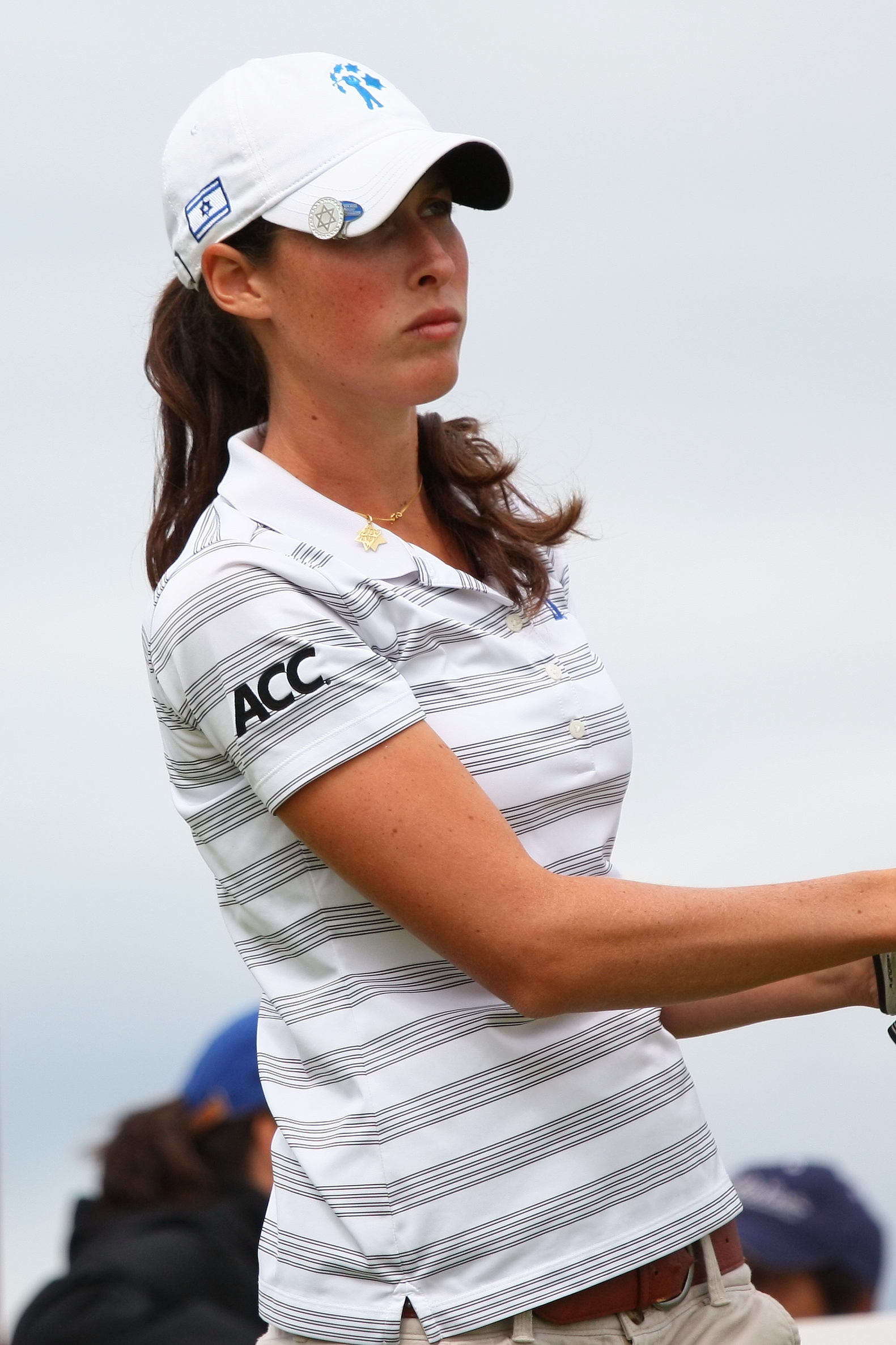
Laetitia Beck en la ronda final de práctica del Abierto Británico Femenino de 2013

Laetitia Beck representó a Israel en el torneo olímpico de golf. Laetitia, número 237 en el ranking mundial, calificó directamente entre los 60 mejores jugadores elegibles para el evento femenino basado en el ranking mundial de la Federación Internacional de Golf (IGF) al 11 de julio de 2016. Esta fue la primera vez que Israel envió un golfista a los Juegos Olímpicos. Sobre el tema de representar a Israel en los Juegos Olímpicos, Beck dijo "Creo que es por lo que tuvieron que pasar mis abuelos, no solo mis abuelos sino todos durante la Segunda Guerra Mundial, todo el pueblo judío durante la Segunda Guerra Mundial y el holocausto, que obviamente me causa enojo, pero creo que lo que estoy tratando de hacer es provocar el enojo y tratar de hacer algo significativo." Beck terminó empatado en el puesto 31 con un puntaje de dos sobre el par. Su mejor ronda fue la tercera, donde quedó empatada en el puesto 13.
| Atleta        | Evento              | Ronda 1 | Ronda 2 | Ronda 3 | Ronda 4 | Total  | Total | Total  |
| Atleta        | Evento              | Golpes  | Golpes  | Golpes  | Golpes  | Golpes | Par   | Puesto |
| ------------- | ------------------- | ------- | ------- | ------- | ------- | ------ | ----- | ------ |
| Laetitia Beck | Individual femenino | 75      | 70      | 71      | 70      | 286    | +2    | =31    |

## Judo

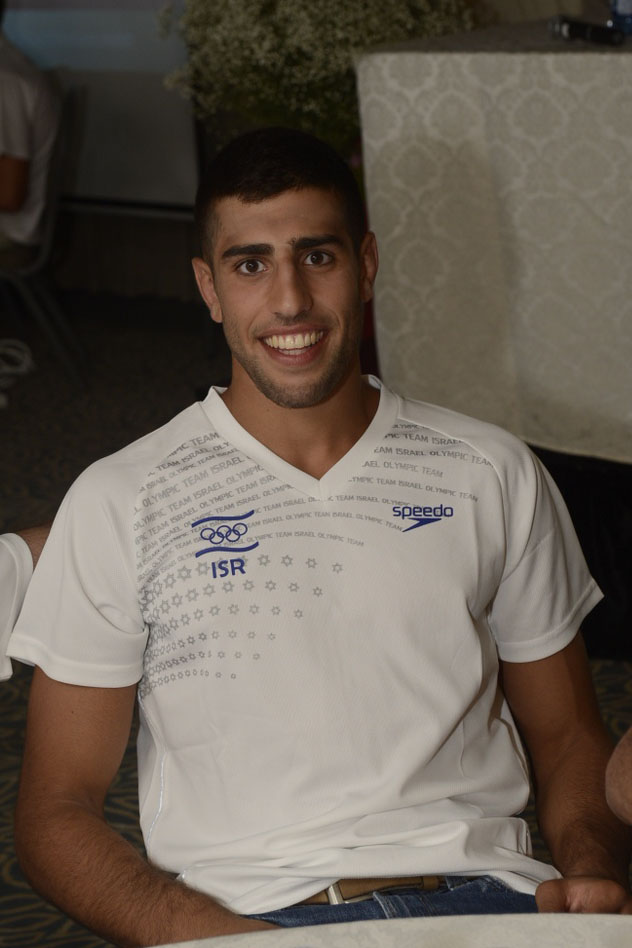
Golan Pollack, campeón europeo de 2015 de judo en los Juegos Europeos de Bakú.

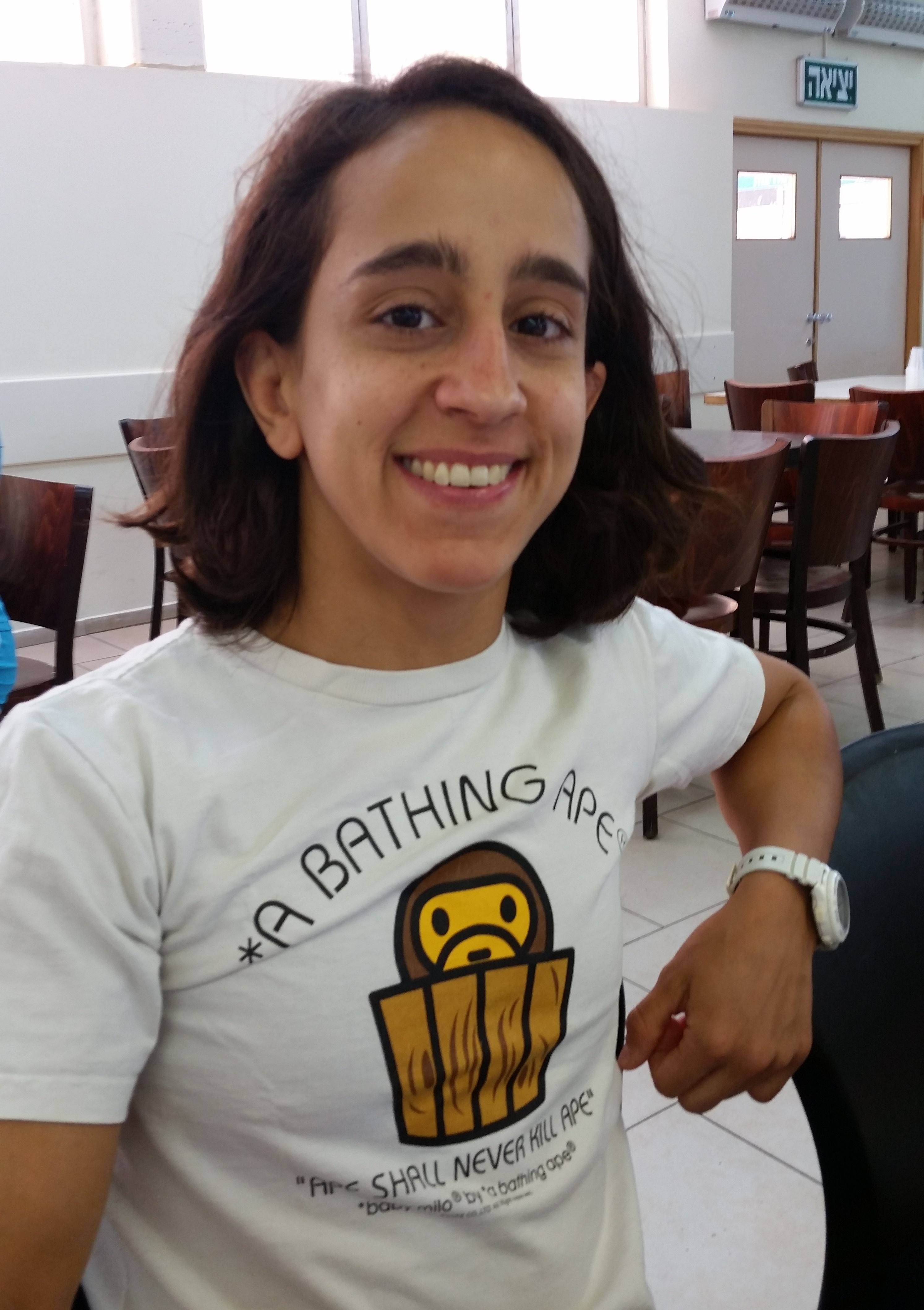
Gili Cohen, medalla de bronce en Campeonato Europeo de Judo de 2014 en Montpellier

Israel clasificó siete judocas para los Juegos. Seis de ellos (tres por género), incluidos el campeón europeo de 2015 Sagi Muki y el olímpico de Londres 2012 Golan Pollack, se clasificaron entre los primeros 22 judocas elegibles para hombres y las top 14 para mujeres en la lista de clasificación mundial de la Federación Internacional de Judo (FIJ) al 30 de mayo de 2016. Shira Rishony obtuvo su lugar en la cuota continental de la región europea como la judoca mejor clasificada de Israel fuera de la posición de clasificación directa para la clase de menos de 48 kg femenino.
Durante los primeros dos días de competencia, tres los judocas israelíes fueron eliminados del certamen. Shira Rishony perdió en la primera ronda después de quedar descalificada por tocar ilegalmente la pierna de su oponente. Golan Pollack perdió por ippon en la segunda ronda. También en la segunda ronda, Gili Cohen lideró durante los primeros tres minutos de la pelea después de que su oponente fuera penalizada con dos shido, pero finalmente perdió por yuko.
El tercer día Sagi Muki compitió en la categoría de menos de 73 kg masculino. Comenzó la competencia en la segunda ronda. Durante su primer combate, que fue contra Rok Drakšič, ganó por ippon. En la tercera ronda, ganó por puntos después de anotar un waza-ari durante la pelea. Derrotó a Nicholas Delpopolo en los cuartos de final con un ippon. Muki perdió la semifinal frente al entonces número 2 del mundo y campeón europeo Rustam Orujov, de Azerbaiyán, por puntos después de que su oponente consiguió yuko durante la pelea. Muki finalmente perdió la batalla por la medalla de bronce por ippon ante Lasha Shavdatuashvili, el campeón olímpico en el evento de menos de 66 kg en Londres 2012, y finalizó en quinto lugar. Tras la competencia, Muki reveló que sufría de dos discos deslizados y que se había roto dos ligamentos del tobillo un mes antes de los juegos.
Durante el cuarto día, Yarden Gerbi ganó la medalla de bronce en la categoría de menos de 63 kg femenino, convirtiéndose así en la cuarta judoca israelí en ganar una medalla olímpica. Comenzó la competencia en la segunda ronda con una victoria por waza-ari, awasete ippon. Gerbi perdió en los cuartos de final por puntos después de que su oponente Mariana Silva consiguió yuko durante la pelea. En el repechaje, ganó por puntos con un waza-ari. Finalmente, ganó la pelea por la medalla de bronce por puntos con yuko y waza-Ari.
Linda Bolder compitió en el quinto día. Ella comenzó la competencia con dos victorias. Durante su combate en la primera ronda, ganó por ippon contra Yolande Mabika, representante del equipo olímpico de atletas refugiados, nacida en la República Democrática del Congo, después de un waza-ari y en la segunda ronda ganó por puntos contra la surcoreana Kim Seong-yeon con un waza-ari. En los cuartos de final, fue derrotada por Sally Conway del Reino Unido por ippon. Compitió por una oportunidad para la medalla de bronce en el combate de repechaje, pero perdió ante la española María Bernabéu.
El último día de la competencia, Or Sasson ganó una medalla de bronce en los Más de 100 kg masculino. Ganó la primera ronda por waza-ari, awasete-ippon, derrotando así al judoca egipcio Islam El Shehaby. El Shehaby se negó a estrecharle la mano a Sasson al final del combate, recibiendo gritos y abucheos de la multitud que asistía por la actitud del egipcio. En la segunda ronda, venció por puntos al judoca polaco Maciej Sarnacki con un waza-ari. A continuación derrotó a Roy Meyer, de Holanda en los cuartos de final por puntos con un waza-ari. Su única derrota fue en las semifinales por puntos, contra el eventual ganador de la medalla de oro, el francés Teddy Rinera. Sasson ganó la pelea por la medalla de bronce por un penal.
Masculino
| Atleta        | Evento         | Primera Ronda      | Segunda Ronda             | Tercera Ronda           | Cuartos de final         | Semifinal             | Repechaje          | Final / MB                     | Final / MB  |
| Atleta        | Evento         | Oponente Resultado | Oponente Resultado        | Oponente Resultado      | Oponente Resultado       | Oponente Resultado    | Oponente Resultado | Oponente Resultado             | Puesto      |
| ------------- | -------------- | ------------------ | ------------------------- | ----------------------- | ------------------------ | --------------------- | ------------------ | ------------------------------ | ----------- |
| Golan Pollack | Menos de 66 kg | Exento             | Punza (ZAM) P000–100      | No avanzó               | No avanzó                | No avanzó             | No avanzó          | No avanzó                      | No avanzó   |
| Sagi Muki     | Menos de 73 kg | Exento             | Drakšič (SLO) G100–000    | Wandtke (GER) G010–000  | Delpopolo (USA) G100–000 | Orujov (AZE) P000–001 |                    | Shavdatuashvili (GEO) P000–100 | 5           |
| Or Sasson     | Más de 100 kg  |                    | El Shehaby (EGY) G100–000 | Sarnacki (POL) G010–000 | Meyer (NED) G010–000     | Riner (FRA) P000–010  |                    | Mendoza (CUB) G000–000 S       | 03 ! [ 68 ] |

Femenino
| Atleta        | Evento         | Primera Ronda           | Segunda Ronda           | Cuartos de final       | Semifinal          | Repechaje                 | Final / MB             | Final / MB  |           |
| Atleta        | Evento         | Oponente Resultado      | Oponente Resultado      | Oponente Resultado     | Oponente Resultado | Oponente Resultado        | Oponente Resultado     | Puesto      |           |
| ------------- | -------------- | ----------------------- | ----------------------- | ---------------------- | ------------------ | ------------------------- | ---------------------- | ----------- | --------- |
| Shira Rishony | Menos de 48 kg | Cherniak (UKR) P000–100 | No avanzó               | No avanzó              | No avanzó          | No avanzó                 | No avanzó              | No avanzó   |           |
| Gili Cohen    | Menos de 52 kg | Exento                  | Legentil (MRI) P000–001 | No avanzó              | No avanzó          | No avanzó                 | No avanzó              | No avanzó   | No avanzó |
| Yarden Gerbi  | Menos de 63 kg | Exento                  | Espinosa (CUB) G100–001 | M Silva (BRA) P000–001 | No avanzó          | Yang Jx (CHN) G010–000    | Tashiro (JPN) G011–000 | 03 ! [ 69 ] |           |
| Linda Bolder  | Menos de 70 kg | Mabika (ROT) G110–000   | Kim S-y (KOR) G010–000  | Conway (GBR) P000–100  | No avanzó          | Bernabéu (ESP) P000–000 S | No avanzó              | 7           |           |

## Vela

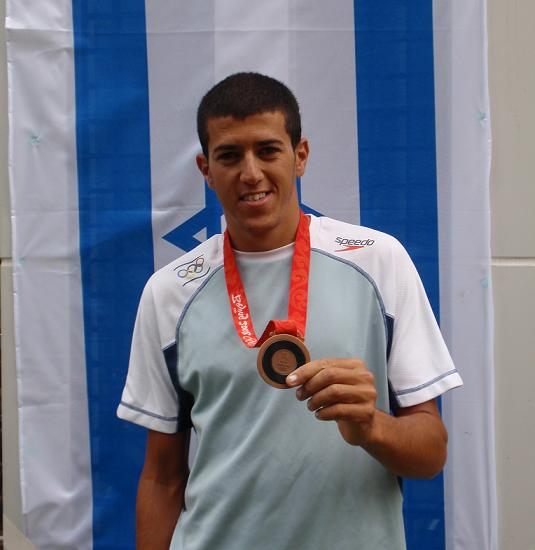
Shahar Tzuberi, medalla de bronce en los Juegos Olímpicos de 2008

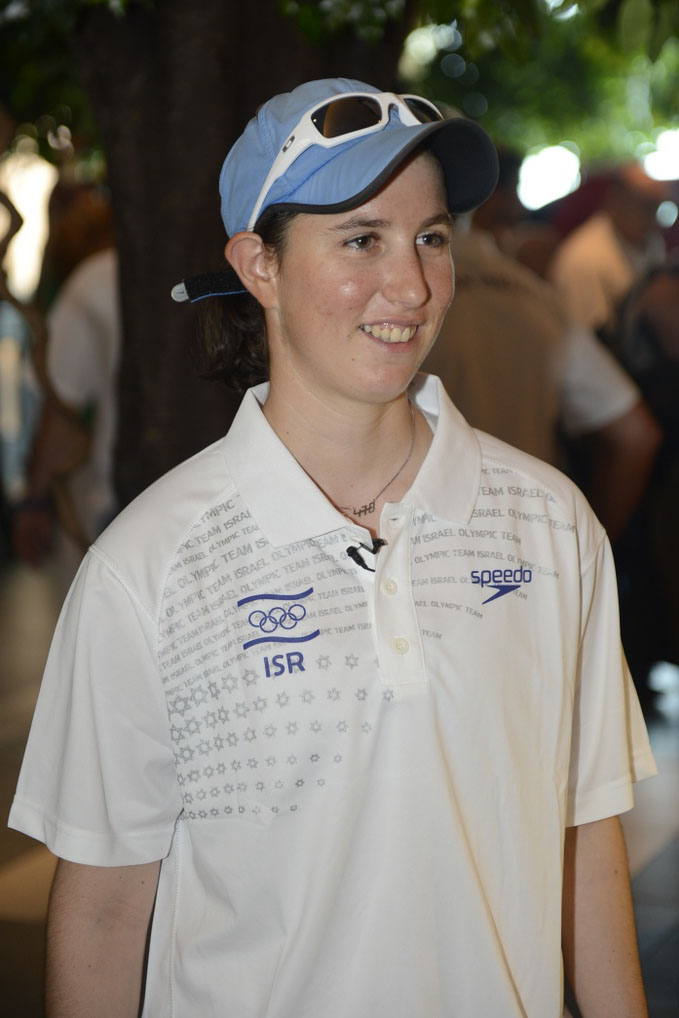
Gil Cohen en un evento del Comité Olímpico de Israel en Eilat, Israel, en 2012

Israel fue representado por seis atletas en la competencia de vela en los Juegos Olímpicos. Para la clase RS: X, Maayan Davidovich ganó la medalla de bronce en el evento femenino en el Campeonato Mundial de Vela Olímpica de 2014 mientras que Nimrod Mashiah terminó en el undécimo lugar en el evento masculino. Ambos aseguraron un lugar para Israel en los Juegos Olímpicos. En abril de 2016, Davidovich y Shahar Tzuberi, medallista de bronce en Pekín 2008, aseguraron sus puestos en la delegación olímpica de Israel. Tzuberi derrotó a Mashiah en la batalla por representar a Israel en los Juegos Olímpicos. Esta fue la tercera vez que Tzuberi participó en los Juegos Olímpicos y la segunda vez para Davidovich. Davidovich terminó noveno en la carrera final, tomando 24 minutos y 46 segundos para completar su vela. Su clasificación general fue séptima con 78 puntos netos. Antes de la carrera final, ocupó el quinto lugar con 60 puntos netos. Tzuberi no pudo clasificarse para la final y terminó decimoséptimo con 160 puntos netos.
En la clase 470, Dan Froyliche y Eyal Levin aseguraron un lugar para los Juegos logrando terminar vigésimo cuarto en el evento masculino en el Campeonato Mundial de 470 del 2015 que tuvo lugar en Haifa. Nina Amir y Gil Cohen se unieron por primera vez en marzo de 2016. En su primera competencia juntos en el Trofeo Princesa Sofía, terminaron en noveno lugar y aseguraron un lugar en el equipo de navegación israelí para los Juegos. Esta fue la segunda vez que Cohen representó a Israel en los Juegos Olímpicos. Los dos equipos no pudieron clasificarse para la final. Amir y Cohen terminaron decimoséptimo con 120 puntos netos. Froyliche y Levin terminaron vigésimo primero con 152 puntos netos.

Key
- M = Regata por la medalla en la cual sólo participan los diez primeros clasificados en las regatas anteriores.
- EL = Eliminado – No avanzó a la carrera por la medalla
- N/A = Ronda no aplicable en el evento
- DNF = No terminó la carrera
- DSQ = Descalificado

Masculino
| Atleta                   | Evento | Regata | Regata | Regata | Regata | Regata   | Regata | Regata | Regata | Regata | Regata | Regata | Regata | Regata | Puntos | Puesto final |
| Atleta                   | Evento | 1      | 2      | 3      | 4      | 5        | 6      | 7      | 8      | 9      | 10     | 11     | 12     | M      | Puntos | Puesto final |
| ------------------------ | ------ | ------ | ------ | ------ | ------ | -------- | ------ | ------ | ------ | ------ | ------ | ------ | ------ | ------ | ------ | ------------ |
| Shahar Tzuberi           | RS:X   | 9      | 17     | 20     | 22     | DNF (37) | 18     | 19     | 6      | 7      | 17     | 21     | 4      | EL     | 160    | 17           |
| Dan Froyliche Eyal Levin | 470    | 7      | 15     | 17     | 21     | 21       | 20     | 16     | 19     | 22     | 16     |        |        | EL     | 152    | 21           |

Femenino
| Atleta              | Evento | Regata   | Regata | Regata | Regata | Regata | Regata | Regata | Regata | Regata | Regata | Regata | Regata | Regata | Puntos | Puesto final |
| Atleta              | Evento | 1        | 2      | 3      | 4      | 5      | 6      | 7      | 8      | 9      | 10     | 11     | 12     | M*     | Puntos | Puesto final |
| ------------------- | ------ | -------- | ------ | ------ | ------ | ------ | ------ | ------ | ------ | ------ | ------ | ------ | ------ | ------ | ------ | ------------ |
| Maayan Davidovich   | RS:X   | 5        | 6      | 6      | 11     | 4      | 3      | 2      | 15     | 14     | 5      | 2      | 2      | 9      | 78     | 7            |
| Nina Amir Gil Cohen | 470    | DSQ (21) | 9      | 19     | 15     | 17     | 17     | 15     | 5      | 10     | 13     | n/a    | n/a    | EL     | 120    | 17           |

## Tiro

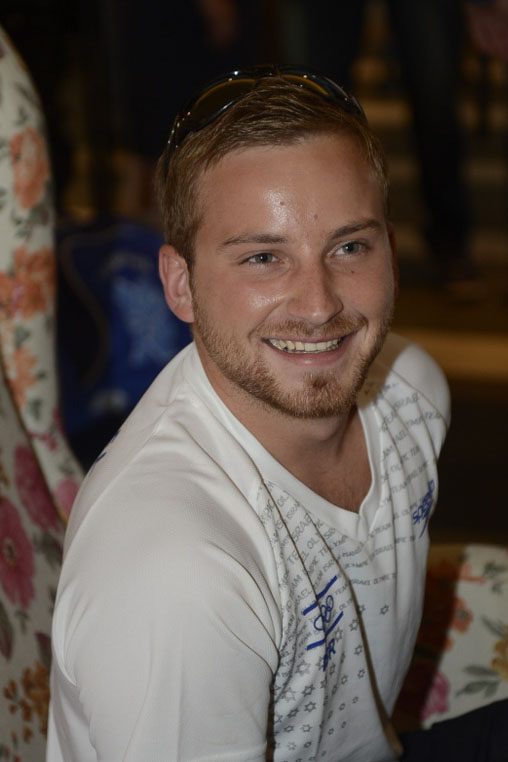
Sergey Richter, campeón europeo de tiro con rifle de aire a 10 metros

Sergey Richter representó a la delegación israelí para competir en el evento al conquistar la medalla de bronce en los Tiro en los Juegos Europeos de Bakú 2015, siendo esta la segunda Olimpíada de Richter. Sergey participó en los Juegos Olímpicos de Londres 2012, donde se clasificó 9º en la especialidad rifle de aire a 10 metros, perdiendo el paso a las finales por solo un punto. En cuanto a la clasificación para Río, Richter dijo que "la presión, de Bakú en adelante, sería insoportable y me tomó unos segundos recuperar la compostura en la final una vez que me di cuenta de que había ganado mi lugar en los Juegos Olímpicos". Finalmente, Richter, anotó 623.8 de un posible 654.0 puntos durante la ronda de calificación del rifle de aire de 10 m. Hubiera necesitado un puntaje de al menos 625.6 para calificar para la final. Para los Rifle en posición tendida a 50 m, obtuvo 622.6 puntos, requiriendo un puntaje de al menos 624.8 para calificar para la ronda final.
| Atleta         | Evento                                     | Clasificación | Clasificación | Final     | Final     |
| Atleta         | Evento                                     | Puntos        | Puesto        | Puntos    | Puesto    |
| -------------- | ------------------------------------------ | ------------- | ------------- | --------- | --------- |
| Sergey Richter | Rifle de aire a 10 metros masculino        | 623.8         | 14            | No avanzó | No avanzó |
| Sergey Richter | Rifle en posición tendida a 50 m masculino | 622.6         | 15            | No avanzó | No avanzó |